# Suède aux Jeux olympiques d'hiver de 1998
La Suède participe aux Jeux olympiques d'hiver de 1998, organisés à Nagano au Japon. C'est sa dix-huitième participation aux Jeux olympiques d'hiver après sa présence à toutes les éditions précédentes. La délégation suédoise, formée de 99 athlètes (53 hommes et 46 femmes), obtient trois médailles (deux d'argent et une de bronze) et se classe au dix-septième rang du tableau des médailles.

## Médaillés
| Médaille                            | Nom | Discipline  | Épreuve                 |
| ----------------------------------- | --- | ----------- | ----------------------- |
| Médaille d'argent, Jeux olympiques  | Pernilla Wiberg | Ski alpin   | Descente (F)            |
| Médaille d'argent, Jeux olympiques  | Niklas Jonsson | Ski de fond | 50 kilomètres libre (H) |
| Médaille de bronze, Jeux olympiques | Équipe féminine de curling \| Elisabet Gustafson \| \| Margaretha Lindahl \| \| Louise Marmont \| \| Katarina Nyberg \| \| Elisabeth Persson \| | Curling     | Femmes                  |
| Elisabet Gustafson                  | |             |                         |
| Margaretha Lindahl                  | |             |                         |
| Louise Marmont                      | |             |                         |
| Katarina Nyberg                     | |             |                         |
| Elisabeth Persson                   | |             |                         |